# Morti nel 1829
| Questa pagina contiene informazioni ricavate automaticamente dalle voci biografiche con l'ausilio del template Bio e di un bot. L'aggiornamento è periodico e automatico e ricostruisce completamente la pagina. Se manca una persona in questa lista, sei pregato di non aggiungerla, ma accertati piuttosto che la sua voce biografica contenga il template Bio e che i dati anagrafici siano correttamente compilati. Se il template Bio manca, inseriscilo tu stesso o, in alternativa, metti l'avviso {{tmp\|Bio}} che ne segnala la mancanza. Se i dati riportati sono sbagliati, correggi direttamente la voce biografica; le modifiche saranno visibili in questa lista entro pochi giorni. Per chiarimenti vedi il progetto biografie. La lista contiene solo le 181 persone che sono citate nell'enciclopedia e per le quali è stato implementato correttamente il template Bio. Pagina aggiornata al 2 ago 2025. |

## Gennaio(18)
- 2 gennaio - Melchiorre Gioia, economista, filosofo e politico italiano (n. 1767)
- 6 gennaio - Josef Dobrovský, filologo, storico e slavista ceco (n. 1753)
- 11 gennaio - Ferdinando Gasparo Turrini, organista e compositore italiano (n. 1745)
- 12 gennaio - Friedrich Schlegel, filosofo tedesco (n. 1772)
- 12 gennaio - Mikiel Anton Vassalli, linguista, scrittore e editore maltese (n. 1764)
- 17 gennaio - Adam Müller, scrittore, economista e filosofo tedesco (n. 1779)
- 24 gennaio - Ottavio Assarotti, religioso e teologo italiano (n. 1753)
- 25 gennaio - Francis Willis, politico statunitense (n. 1745)
- 26 gennaio - Anuvong, sovrano laotiano (n. 1767)
- 27 gennaio - Luigi Fortis, gesuita italiano (n. 1748)
- 28 gennaio - Albrecht Ludwig Berblinger, inventore e pioniere dell'aviazione tedesco (n. 1770)
- 28 gennaio - Burke e Hare, serial killer britannico (n. 1792)
- 28 gennaio - Thomas Tredgold, ingegnere e scrittore britannico (n. 1788)
- 29 gennaio - Paul Barras, politico, generale e rivoluzionario francese (n. 1755)
- 29 gennaio - Pierre-Ferdinand de Bausset-Roquefort, arcivescovo cattolico francese (n. 1757)
- 29 gennaio - Giuseppe Lucchini, architetto svizzero (n. 1756)
- 29 gennaio - Timothy Pickering, politico statunitense (n. 1745)
- 30 gennaio - Aleksandr Sergeevič Griboedov, drammaturgo, poeta e compositore russo (n. 1795)

## Febbraio(11)
- 10 febbraio - Papa Leone XII, papa, arcivescovo cattolico e cardinale italiano (n. 1760)
- 11 febbraio - Giovanni Bianchi, compositore italiano (n. 1758)
- 13 febbraio - Luigi Francesco di Borbone-Busset, generale francese (n. 1749)
- 16 febbraio - François-Joseph Gossec, compositore e violinista francese (n. 1734)
- 17 febbraio - Jacopo Filiasi, storico italiano (n. 1750)
- 18 febbraio - Giovanni Francesco Marazzani Visconti, cardinale italiano (n. 1755)
- 22 febbraio - Adam Albert von Neipperg, generale, politico e diplomatico austriaco (n. 1775)
- 24 febbraio - Jan Stefani, compositore polacco (n. 1747)
- 25 febbraio - Giovanni Raimondo Torlonia, nobile e banchiere italiano (n. 1754)
- 26 febbraio - Johann Heinrich Wilhelm Tischbein, pittore tedesco (n. 1751)
- 28 febbraio - Girolamo Bardi, scienziato e pedagogista italiano (n. 1777)

## Marzo(14)
- 2 marzo - Karl Gottfried Hagen, chimico tedesco (n. 1749)
- 2 marzo - Josefa Ortiz de Domínguez, rivoluzionaria messicana (n. 1774)
- 5 marzo - John Adams, marinaio britannico (n. 1767)
- 5 marzo - Antonio Montucci, sinologo, letterato e editore italiano (n. 1762)
- 8 marzo - Francesco Ruspoli, III principe di Cerveteri, principe italiano (n. 1752)
- 13 marzo - Giuseppe Marocco, avvocato italiano (n. 1773)
- 14 marzo - Francis Johnston, architetto irlandese (n. 1760)
- 14 marzo - Giuseppe Monico, letterato italiano (n. 1769)
- 17 marzo - Sofia Albertina di Svezia, principessa e religiosa svedese (n. 1753)
- 18 marzo - Alexandre de Lameth, politico e generale francese (n. 1760)
- 19 marzo - Jacques-Antoine de Révérony Saint-Cyr, militare, scrittore e librettista francese (n. 1767)
- 21 marzo - George Engleheart, pittore e miniaturista britannico (n. 1752)
- 23 marzo - Richard Anthony Salisbury, botanico inglese (n. 1761)
- 31 marzo - Edward Augustus Holyoke, medico e scienziato statunitense (n. 1728)

## Aprile(5)
- 2 aprile - Federico VI d'Assia-Homburg, nobile tedesco (n. 1769)
- 5 aprile - Therese von Sternbach, austriaca (n. 1775)
- 6 aprile - Niels Henrik Abel, matematico norvegese (n. 1802)
- 18 aprile - Mahmud Shah Durrani, sovrano afghano (n. 1769)
- 22 aprile - Saverio Morelli, avvocato italiano (n. 1761)

## Maggio(14)
- 4 maggio - Johann Gustav Gottlieb Büsching, archivista e storico tedesco (n. 1783)
- 6 maggio - Ottaviano Targioni Tozzetti, medico e botanico italiano (n. 1755)
- 7 maggio - Mauro Giuliani, chitarrista, compositore e violoncellista italiano (n. 1781)
- 8 maggio - Pietro Mazzucchelli, filologo e bibliografo italiano (n. 1762)
- 10 maggio - Samuel Eyles Pierce, predicatore e teologo inglese (n. 1746)
- 10 maggio - Thomas Young, scienziato britannico (n. 1773)
- 12 maggio - Francesco Guadagnino, pittore italiano (n. 1755)
- 12 maggio - Luigi Tadini, collezionista d'arte e viaggiatore italiano (n. 1745)
- 17 maggio - John Jay, politico, diplomatico e rivoluzionario statunitense (n. 1745)
- 18 maggio - Maria Giuseppa Amalia di Sassonia, regina (n. 1803)
- 21 maggio - Mir Akbar Ali Khan Siddiqi Asaf Jah III, principe indiano (n. 1768)
- 21 maggio - Pietro I di Oldenburg, sovrano tedesco (n. 1755)
- 29 maggio - Humphry Davy, chimico, fisico e divulgatore scientifico britannico (n. 1778)
- 30 maggio - Luigi Aloisio di Hohenlohe-Waldenburg-Bartenstein, nobile e generale tedesco (n. 1765)

## Giugno(14)
- 4 giugno - Giacomo Coccia, vescovo cattolico italiano (n. 1762)
- 6 giugno - Henry Dearborn, politico, medico e statistico statunitense (n. 1751)
- 8 giugno - Vincenzo Tobia Nicola Bellini, compositore italiano (n. 1744)
- 9 giugno - Baltasar Hidalgo de Cisneros, ammiraglio e politico spagnolo
- 10 giugno - Annibale Sommariva, militare austriaco (n. 1755)
- 11 giugno - Louis-Siffrein-Joseph de Salamon, vescovo cattolico e diplomatico francese (n. 1750)
- 15 giugno - Francis Buchanan-Hamilton, geografo, zoologo e botanico britannico (n. 1762)
- 15 giugno - Therese Huber, scrittrice tedesca (n. 1764)
- 16 giugno - Pierre-Paul Colonna de Cesari Rocca, politico e generale francese (n. 1748)
- 18 giugno - Grazioso Rusca, scultore svizzero (n. 1757)
- 21 giugno - Philipp Karl Buttmann, filologo classico tedesco (n. 1764)
- 23 giugno - Wojciech Bogusławski, attore teatrale, direttore teatrale e drammaturgo polacco (n. 1757)
- 24 giugno - Louis Friant, generale francese (n. 1758)
- 30 giugno - Jacques Alexis Thuriot, politico, avvocato e rivoluzionario francese (n. 1753)

## Luglio(8)
- 3 luglio - Teresa Orsini Doria Pamphilj Landi, nobile italiana (n. 1788)
- 7 luglio - Jakob Friedrich von Abel, filosofo tedesco (n. 1751)
- 8 luglio - Emanuele Custo, vescovo cattolico italiano (n. 1765)
- 9 luglio - Henry FitzGerald, politico irlandese (n. 1761)
- 16 luglio - Vincenzo Giaconi, incisore italiano (n. 1760)
- 17 luglio - Gaetano Emanuele Bava di San Paolo, letterato e scrittore italiano (n. 1737)
- 25 luglio - Paul von Radivojevich, militare austriaco (n. 1759)
- 29 luglio - Vincenzo Maria Mossi, arcivescovo cattolico italiano (n. 1742)

## Agosto(8)
- 8 agosto - Ferdinand Isaac de Rovéréa, militare svizzero (n. 1763)
- 9 agosto - Edward Tiffin, politico statunitense (n. 1766)
- 12 agosto - Charles Sapinaud, generale francese (n. 1760)
- 18 agosto - David Baird, I baronetto, generale, politico e nobile scozzese (n. 1757)
- 18 agosto - Antonio Crivelli, fisico italiano (n. 1783)
- 18 agosto - Maria Benedetta di Braganza, principessa portoghese (n. 1746)
- 23 agosto - Pierre Deval, politico francese (n. 1758)
- 27 agosto - Isidoro Bianchini, fantino italiano

## Settembre(14)
- 2 settembre - Federico Manfredini, politico italiano (n. 1743)
- 4 settembre - Valerian Grigor'evič Madatov, generale russo (n. 1782)
- 5 settembre - Pierre Daru, politico, militare e scrittore francese (n. 1767)
- 5 settembre - Charles Stanhope, III conte di Harrington, nobile e ufficiale inglese (n. 1753)
- 7 settembre - Giuseppe Raddi, botanico italiano (n. 1770)
- 12 settembre - Gustave Dugazon, compositore francese (n. 1781)
- 12 settembre - Iakovos Tombazis, ammiraglio greco (n. 1782)
- 13 settembre - Juan Ignacio Molina, naturalista, botanico e gesuita cileno (n. 1740)
- 14 settembre - Uvedale Price, saggista inglese (n. 1747)
- 24 settembre - Pierre Rousseau, architetto francese (n. 1751)
- 27 settembre - Jean-Baptiste Rondelet, architetto francese (n. 1743)
- 27 settembre - Timotheus Winczian, militare austriaco (n. 1769)
- 28 settembre - Nikolaj Nikolaevič Raevskij, generale russo (n. 1771)
- 29 settembre - Pierre Dumont, politico, scrittore e giurista svizzero (n. 1759)

## Ottobre(11)
- 1º ottobre - Carolina Ulrica Amalia di Sassonia-Coburgo-Saalfeld, principessa (n. 1753)
- 2 ottobre - Troilo Malipiero, scrittore e filosofo italiano (n. 1770)
- 8 ottobre - Luigi Gardellini, presbitero italiano (n. 1759)
- 8 ottobre - Andrea Valiante, militare e rivoluzionario italiano (n. 1761)
- 15 ottobre - George Dawe, pittore inglese (n. 1781)
- 17 ottobre - José María Córdova, generale colombiano (n. 1799)
- 18 ottobre - Edward Onslow, nobile e politico inglese (n. 1758)
- 24 ottobre - Luisa d'Assia-Darmstadt, nobile (n. 1761)
- 24 ottobre - Thomas Taylour, I marchese di Headfort, nobile e politico irlandese (n. 1757)
- 29 ottobre - Maria Anna Mozart, compositrice, pianista e clavicembalista austriaca (n. 1751)
- 30 ottobre - Camillo Alleva, arcivescovo cattolico italiano (n. 1770)

## Novembre(15)
- 9 novembre - Jean-Xavier Lefèvre, clarinettista e compositore francese (n. 1763)
- 10 novembre - Antonino Faà di Bruno, vescovo cattolico italiano (n. 1762)
- 12 novembre - Jean-Baptiste Regnault, pittore francese (n. 1754)
- 12 novembre - Friedrich Gottlieb Süskind, teologo tedesco (n. 1767)
- 14 novembre - Maria Beatrice d'Este, duchessa (n. 1750)
- 14 novembre - Louis Nicolas Vauquelin, chimico e farmacista francese (n. 1763)
- 15 novembre - Giovanni Marchetti, arcivescovo cattolico italiano (n. 1753)
- 17 novembre - Ekaterina Alekseevna Volkonskaja, nobildonna russa (n. 1754)
- 22 novembre - Antonio Gaidon, architetto, urbanista e naturalista italiano (n. 1738)
- 23 novembre - Rita e Cristina Parodi, italiana (n. 1829)
- 23 novembre - Filippo Francesco di Leyen, principe tedesco (n. 1766)
- 24 novembre - Giuseppe Carignani di Novoli, politico e nobile italiano (n. 1759)
- 25 novembre - Therese von Artner, scrittrice austriaca (n. 1772)
- 26 novembre - Bushrod Washington, giurista statunitense (n. 1762)
- 27 novembre - Ercole Gasparini, architetto italiano (n. 1771)

## Dicembre(20)
- 1º dicembre - Johann Baptist Ziz, botanico tedesco (n. 1779)
- 3 dicembre - Juan Agustín Ceán Bermúdez, storico dell'arte e pittore spagnolo (n. 1749)
- 3 dicembre - Daniel Huber, matematico e astronomo svizzero (n. 1768)
- 5 dicembre - Friedrich Christian Rosenthal, anatomista tedesco (n. 1780)
- 6 dicembre - Baltzar von Platen, militare e politico svedese (n. 1766)
- 7 dicembre - Isidro González Velázquez, architetto spagnolo (n. 1765)
- 10 dicembre - Anne-Louis-Henri de La Fare, cardinale e arcivescovo cattolico francese (n. 1752)
- 11 dicembre - Henry Clinton, generale e politico britannico (n. 1771)
- 14 dicembre - Luigi Marchesi, cantante castrato italiano (n. 1754)
- 15 dicembre - Nicola Covelli, mineralogista italiano (n. 1790)
- 16 dicembre - Anna Bunina, poetessa russa (n. 1774)
- 18 dicembre - Jean-Baptiste de Lamarck, naturalista, zoologo e botanico francese (n. 1744)
- 19 dicembre - Johann August Krafft, pittore e incisore tedesco (n. 1798)
- 24 dicembre - Carlo Cottone, principe di Castelnuovo, politico italiano (n. 1756)
- 24 dicembre - George Montagu, ammiraglio britannico (n. 1750)
- 28 dicembre - Wenzel Peter, pittore austriaco (n. 1745)
- 29 dicembre - Enrichetta di Nassau-Weilburg, nobile (n. 1797)
- 30 dicembre - Aleksej Borisovič Kurakin, politico russo (n. 1759)
- 30 dicembre - Carlo Tedaldi Fores, scrittore italiano (n. 1793)
- 31 dicembre - Alphonse Rabbe, giornalista, storico e scrittore francese

## Senza giorno specificato(29)
- Maddalena Allegranti, soprano italiano (n. 1754)
- Luigi Angeli, medico e scrittore italiano (n. 1739)
- Julien-Honoré-Germain d'Aubuisson, pittore francese (n. 1786)
- Giovanni Avondo, pittore italiano (n. 1763)
- John Aynsley I, ceramista e decoratore britannico (n. 1752)
- Charles Brisbane, marinaio britannico (n. 1769)
- Jean-Baptiste Cavaignac, generale francese (n. 1763)
- Giuseppe De Marini, attore teatrale italiano (n. 1772)
- Henri Decremps, giurista e matematico francese (n. 1746)
- Dmitrij Petrovič Buturlin, bibliotecario russo (n. 1763)
- Bianca Maria III Doria, nobildonna italiana (n. 1763)
- Elizabeth Farren, attrice irlandese (n. 1759)
- Sofia Giordano, pittrice italiana (n. 1778)
- Giambattista Giusti, ingegnere e traduttore italiano (n. 1758)
- Thomas Hardwick, architetto britannico (n. 1752)
- Louis Hippolyte Leroy, mercante francese (n. 1763)
- Ruffino Massa, scrittore e giurista italiano (n. 1742)
- John Mawe, mineralogista inglese (n. 1764)
- Mehmed Said Galip Pascià, politico e diplomatico ottomano (n. 1763)
- Paku Alam I, sovrano indonesiano (n. 1764)
- Bernardo Porta, compositore italiano (n. 1767)
- Cornelio Saavedra, politico argentino (n. 1759)
- Andrea Saraceno, nobile italiano (n. 1739)
- Friedrich Eduard Schulz, filosofo e orientalista tedesco (n. 1799)
- James Smithson, mineralogista e chimico britannico (n. 1765)
- Nicola Tarino, architetto italiano (n. 1765)
- Matteo Wade, militare irlandese (n. 1747)
- Mohammad Kanzul Alam, sovrano bruneiano (n. 1743)
- Ekaterina von Engelhardt, nobildonna russa (n. 1761)